# 毛暗花金挖耳
毛暗花金挖耳（学名：Carpesium triste var. sinense）为菊科天名精属下的一个变种。

## 扩展阅读
- 維基物種上的相關：毛暗花金挖耳